# Chitungwiza
Chitungwiza este un oraș la 1500 de metri altitudine la 9 km sudic de Harare în Zimbabwe. Acesta s-a format în anul 1981 din cele trei cartiere (townships) Seke, Zengeza și St Marys fiind cu o populație de 321.782 de locuitori (recensământ din anul 2002) orașul, care crește cel mai repede din țară. În 1981 a primit statutul de municipiu. Majoritatea locuitorilor din Chitungwiza muncesc aici. Chitungwiza este dominată de opoziție (Mișcarea de Schimbare Democratică).
Chitungwiza se află în teritoriul tradițional al poporului Hera.